# Berts fräckisar
Berts fräckisar är en fräckisbok från 2007, sammanställd av Bert Karlsson där han med hjälp av kändisar och Radio City och Mix Megapols lyssnare har samlat in en massa fräckisar.